# 熱萊波韋
46°57′16″N 30°18′9″E / 46.95444°N 30.30250°E
熱萊波韋（羅馬化：Zhelepove）是位於烏克蘭西南部敖德萨州羅茲迪利納區羅茲迪利納市鎮的村莊。該村始建於1857年，面積0.7平方公里，海拔高度49米，2001年人口178，人口密度每平方公里253.56人。